# どろぼうの名人 (中里十)
『どろぼうの名人』（どろぼうのめいじん）は、中里十/著、による日本のライトノベル。イラストはしめ子が担当。ガガガ文庫（小学館）より2008年10月から2009年3月まで刊行された。第2回小学館ライトノベル大賞ガガガ文庫部門佳作受賞作。
グリム童話の『ラプンツェル』と『どろぼうの名人』の話を交え、初雪はそれらを作中の出来事にあてはめている。本作の題名もそこから取られている。

## 登場人物
佐藤 初雪 （さとう はつゆき）
主人公で本編の語り手。渋谷星栄という中学校に通う少女で、葉桜という姉がいる。義姉となった川井愛と一緒に生活することとなる。愛の古本屋を手伝ったり、文との会話やメールのやりとりで、彼女らと仲が深まっていく。古本屋でいる間はラプンツェルごっこという遊びをして、義姉のことや自分の状況を考えている。
佐藤 葉桜 （さとう はざくら）
初雪の姉。黒いマントに見える服を着る。言葉や仕草で他人の思考に影響を与える行為から、魔女だと初雪に考えられている。ハーモニカをよく吹く。在日米軍基地内にある地下組織のメンバーで、組織や活動の詳細は不明。米軍兵の部下が多数いる。物騒な奴らから狙われることもある。「近藤紡株」を巡って川井愛と問題がある。
川井 愛 （かわい めぐみ）
初雪を義妹に迎えた女性。表向きは古本屋を営んでいて、集合住宅に住んでいる。葉桜同様、初雪から魔女と思われている。医師である夫と、文という娘を持つが、2人とは別居している。大病院院長の娘だったが、結婚して文を産んだ後に実家のお金を大量に持ち出し、家出をした。千島駐在のロシア海軍と強い関わりがあり、地下活動を行っているが詳細は不明。
川井 文 （かわい あや）
川井愛の娘。小学生で、チェロを習っている。普段は母の実家に住んでいる。非常に豪華な自室を与えられているが、本人は気に入らない。だんだん初雪と親しくなっていく。

## 既刊一覧
- 中里十（著） / しめ子（イラスト） 、小学館〈ガガガ文庫〉、全2巻
  - 『どろぼうの名人』2008年10月18日発売[2]、ISBN 978-4-09-451097-3
  - 『どろぼうの名人 サイドストーリー いたいけな主人』2009年3月18日発売[3]、ISBN 978-4-09-451127-7